# Sümegcsehi
Sümegcsehi község Zala vármegyében, a Zalaszentgróti járásban. A településen polgárőrség működik.

## Fekvése
Sümegcsehi a Keszthelyi-fennsík északkeleti szélénél, a Tátika-csoportban, a Kovácsi-hegy oldalán, Veszprém és Zala vármegye határán fekszik, a Kisgörbő és Sümeg (a 7331-es és 7327-es utak) között húzódó 7333-as számú mellékút mentén. Egy másik mellékút köti össze Mihályfa településsel. Autóbusszal elsősorban Sümeg és Kisgörbő felől elérhető, de rendszeres összeköttetésben áll Zalaszentgróttal, Zalaegerszeggel és Keszthellyel is.

## Története
Sümegcsehi első említése 1357-ből való. Birtokosa 1945-ig kizárólag a veszprémi püspökség. A homokos földeken a termelés igen nehézkes volt, a lakosság csak a szűk megélhetését biztosíthatta belőle. A földművelés mellett az állattenyésztés is meghonosodott.
A 15. századtól a falu lakosságának feladata Sümeg várának élelmiszerrel való ellátása is. A 16 – 17. században sok a lakatlan telke. A település újranépesedése csak az 1720-as években indult meg. Temploma 1735-ben épült. A falu örökös jobbágyainak földesúri terheit az 1768-ban kelt urbárium határozta meg. A 18. század során vált elsődleges terménnyé a szőlő.  Eközben kialakult a népesség azon szokása, hogy a nyári munkák alkalmával Fejér vármegyei majorságokra mentek el bérmunkásnak.
A 19. század során a település lakosságszáma közel megduplázódott, ám a 20. század elején fogyni kezdett. A település ekkor nagyrészt állattenyésztésből, valamint gyümölcs- és szőlőtermesztésből élt. Felvevőpiaca Sümeg volt. Az 1950-es évektől a község lakossága a fellendülő bányászatban és iparban keresett munkát. Az 1990-es évek leépítései nagyban sújtották a települést, ahol még mindig magas a munkaügyi szempontból inaktívak aránya.

## Közélete

### Polgármesterei
- 1990–1994: Csombó Imre (független)[4]
- 1994–1998: Gál János (független)[5]
- 1998–2002: Gál János (független)[6]
- 2002–2006: Gál János (független)[7]
- 2006–2010: Farkas Zsolt (független)[8]
- 2010–2014: Farkas Zsolt (független)[9]
- 2014–2019: Sziva Erika Ildikó (független)[10]
- 2019–2024: Sziva Erika (független)[11]
- 2024– : Sziva Erika (független)[1]

### Kulturális élete
Sümegcsehi intézményei a Fazekas József Általános Iskola és a Sümegcsehi Lurkó Óvoda és Egységes Óvoda Bölcsőde, amelyek egyben a kulturális élet fontos színterei is. A település büszkesége az aranyminősítéssel rendelkező Sümegcsehi Népdalkör. Két nagy civil szervezete a közel 60 fős polgárőrség és a sportegyesület. A község legjelentősebb kulturális eseményei a farsangi programok, az augusztusi Családi napok, illetve az októberi Szüreti felvonulás.

## Népesség
A település népességének változása:
| Lakosok száma | 629  | 625  | 621  | 553  | 551  | 511  | 515  |
|               | 2013 | 2014 | 2015 | 2021 | 2022 | 2023 | 2024 |

A 2011-es népszámlálás idején a nemzetiségi megoszlás a következő volt: magyar 96,76%, német 2,38%. A lakosok 80%-a római katolikusnak, 0,64% reformátusnak, 0,8% evangélikusnak, 3,2% felekezeten kívülinek vallotta magát (15,1% nem nyilatkozott).
2022-ben a lakosság 87,8%-a vallotta magát magyarnak, 2,7% németnek, 0,5% románnak, 0,4% cigánynak, 0,2% szlováknak, 1,6% egyéb, nem hazai nemzetiségűnek (10,7% nem nyilatkozott; a kettős identitások miatt a végösszeg nagyobb lehet 100%-nál). Vallásuk szerint 56,6% volt római katolikus, 0,5% református, 0,4% evangélikus, 2% egyéb keresztény, 1,6% egyéb katolikus, 2,9% felekezeten kívüli (35,8% nem válaszolt).

## Nevezetességei
- Római katolikus templom (műemlék)[14]
- Római katolikus plébánia
- Első iskolaépület (1735)
- Szent Vendel-kápolna
- Homokkő keresztek
- John Henry Newman-templom
- Római kori villa
- Ősbükkös